# Menesia flavoantennata
Menesia flavoantennata là một loài bọ cánh cứng trong họ Cerambycidae.